# سيندي تشيونغ (ممثلة)
سيندي تشيونغ هي ممثلة صينية، ولدت في 1984 في هونغ كونغ في الصين.

## وصلات خارجية
- سيندي تشيونغ (ممثلة) على موقع IMDb (الإنجليزية)